# レット・ミー・ロール・イット
「レット・ミー・ロール・イット」(Let Me Roll It)は、1973年にポール・マッカートニー&ウイングスが発表した楽曲。アルバム『バンド・オン・ザ・ラン』に収録された。タイトなロックンロールのスタイルが特徴的な人気のナンバーのひとつ。本作はまたシングル「ジェット」のB面としてもリリースされ、リリース当時からポールのライヴの中心として演奏されている。

## 解説
曲は批評家によってジョン・レノンのサウンド、特にリフとボーカルのテープ反響部分を模倣した物と見なされた。しかしながら、ポールはこの曲がジョンの作品を模倣する意図があったとは決して主張しなかった。ポールは、その声が「ジョンのようだ...僕はジョンのように歌ったとは自覚していなかった。」と語っている。
歌詞は当時仲の悪かったジョン・レノンに和解を呼びかけたものとして話題になっていたが、ポールは否定していた。しかし最近になって「この曲はジョンとやりたかった」とも発言している。

## ライブ・バージョン
「レット・ミー・ロール・イット」はリリース当時からポールのコンサートにおける定番として演奏されてきた。ポールはこの曲のライブバージョンをいくつかのアルバムに収録している。
- 『ウイングス・オーヴァー・アメリカ』
- 『ポール・イズ・ライブ』
- 『バック・イン・ザ・U.S. -ライブ2002』（『バック・イン・ザ・ワールド』）
- 『グッド・イヴニング・ニューヨーク・シティ〜ベスト・ヒッツ・ライヴ』

## パーソナル
- ポール・マッカートニー - リードボーカル, ギター, ベース, ドラムス
- リンダ・マッカートニー - バックボーカル, キーボード
- デニー・レイン - バックボーカル, ギター

## カバー
ブレンダン・ベンソン、リッチー・サンボラ、ジェリー・ガルシア・バンド、グレイプス・オブ・ラス、レイク・ストリート・ダイヴ、メルヴィンズ、 ミート・パペッツ、マンディ・ムーア、ディオス・マロス、ロビン・ヒッチコック、フィオナ・アップル、ビッグ・シュガー、セント・ポール・アンド・ザ・ブロークン・ボーンズ、テディ・トンプソン、ポール・ロジャースなどがカバーした。

## 脚註
1. ↑  McCartney, Paul, Band on the Run: 25th anniversary edition, disc two, track 14